# Пидна-Колиндрос
Пидна-Колиндрос (на гръцки: Δήμος Πύδνας–Κολινδρού, Димос Пиднас-Колиндру) е дем в област Централна Македония на Република Гърция. Център на дема е град Либаново (Егинио).

## Селища
Дем Катерини е създаден на 1 януари 2011 година след обединение на четири стари административни единици – демите Либаново (Егинио), Колиндрос (Колиндър), Метони и Пидна по закона Каликратис.

### Демова единица Либаново
Според преброяването от 2001 година дем Егинио (Δήμος Αιγινίου) има 5264 жители и в него влизат следните демови секции и селища:
- Демова секция Либаново

- град Либаново (Αιγίνιο, Егинио)
- село Милово (Μεγάλη Γέφυρα, Мегали Гефира)

- Демова секция Катахас

- село Катахас (Καταχάς, старо Като Хани)

### Демова единица Колиндрос
Според преброяването от 2001 година дем Колиндрос (Δήμος Κολινδρού) с център в Колиндрос има 5223 жители и в него влизат следните демови секции и селища:
- Демова секция Колиндрос

- село Колиндрос (Κολινδρός, старо Колиндър)
- село Палямбела (Παλιάμπελα, старо Лозяно)

- Демова секция Кастания

- село Кастания (Καστανιά)

- Демова секция Ливади

- село Ливади (Λιβάδι, старо Вулчища)

- Демова секция Рякия

- село Рякия (Ρυάκια, старо Радяни)

### Демова единица Метони
Според преброяването от 2001 година дем Метони (Δήμος Μεθώνης) с център в Макриялос има 6611 жители и в него влизат следните демови секции и селища:
- Демова секция Макриялос

- село Макриялос (Μακρύγιαλος)
- село Археа Пидна (Αρχαία Πύδνα)

- Демова секция Метони

- село Метони (Μεθώνη)
- село Аянис (Αγιάννης)

- Демова секция Неа Агатуполи

- село Неа Агатуполи (Νέα Αγαθούπολη)

- Демова секция Палео Елевтерохори

- село Палео Елевтерохори (Παλαιό Ελευθεροχώρι)

### Демова единица Пидна
Според преброяването от 2001 година дем Пидна (Δήμος Πύδνας) с център в Китрос има 4012 жители и в него влизат следните демови секции и селища:
- Демова секция Китрос

- село Китрос (Κίτρος)
- село Алики (Αλυκή, старо Тузла)

- Демова секция Алония

- село Алония (Αλώνια, старо Салония Кукос)

- Демова секция Палеостани

- село Палеостани (Παλαιόστανη)
- село Микри Милия (Μικρή Μηλιά)

- Демова секция Сфендами

- село Сфендами (Σφενδάμι, старо Паляни)